# 자이체프 법칙
유기화학에서 자이체프 법칙(Zaitsev's rule)은 제거 반응에서 주요 알켄 생성물을 예측하는 경험 법칙(empirical rule)이다. 알렉산드르 자이체프는 카잔 연방 대학교에서 다양한 제거 반응을 연구했고, 알켄 생성물의 일반적인 경향을 관찰했다. 그는 가장 많이 형성되는 알켄이 수소 치환기가 가장 적은 알파 탄소에서 수소를 제거한 것이라고 제안했다. 예를 들어 2-아이오도뷰테인을 알코올성 수산화 칼륨(KOH)으로 처리하면 2-뷰텐이 주생성물이고 1-뷰텐이 부생성물이다.

## 열역학적 고려
알켄을 알케인으로 수소화하는 것은 발열 반응이다. 알켄이 안정할수록 수소화열이 적다. 다양한 알켄의 수소화열을 조사하면 치환량에 따라 안정성이 증가함을 알 수 있다.
| 화합물              | 구조                            | 몰 수소화열 | 몰 수소화열 | 치환 정도 |
| 화합물              | 구조                            | kJ/mol      | kcal/mol    | 치환 정도 |
| ------------------- | ------------------------------- | ----------- | ----------- | --------- |
| 에틸렌              | {\displaystyle {\ce {H2C=CH2}}} | 137         | 32.8        | 무치환    |
| 1-뷰텐              |                                 | 127         | 30.3        | 일치환    |
| trans-2-뷰텐        |                                 | 116         | 27.6        | 이치환    |
| 2-메틸-2-뷰텐       |                                 | 113         | 26.9        | 삼치환    |
| 2,3-다이메틸-2-뷰텐 |                                 | 111         | 26.6        | 사치환    |

추가 치환과 관련된 안정성의 증가는 여러 가지 요인의 결과이다. 알킬기는 유도 효과에 의해 전자를 공여하고, 알켄의 시그마 결합의 전자 밀도를 증가시킨다. 또한 알킬기는 입체적으로 크고, 서로 멀리 떨어져 있을 때 가장 안정적이다. 알케인에서 최대 분리 각도는 109.5°이고, 알켄에서 결합 각도는 120°까지 증가한다. 결과적으로, 가장 많이 치환된 알켄에서 알킬기 사이의 분리가 가장 크다.
초공액도 알킬 치환이 알켄의 안정성에 미치는 영향을 설명할 수 있다. 혼성 궤도를 고려하면, sp2 탄소와 sp3 탄소 사이의 결합이 두 개의 sp3 혼성화 탄소 사이의 결합보다 더 강하다. 계산 결과 알킬기당 6kcal/mol의 지배적인 안정화 효과가 나타났다.

### 입체 효과
E2 제거 반응에서 염기는 이탈기의 베타 위치에 있는 양성자를 떼어낸다. 양성자의 제거와 이탈기의 손실은 새로운 이중 결합을 형성하기 위해 단일한 협동 단계를 거쳐 발생한다. 수산화 나트륨, 나트륨 메톡사이드, 나트륨 에톡사이드 등 작고 입체장애 없는 염기가 E2 제거에 사용되는 경우, 자이체프 생성물은 호프만 생성물로 알려진 최소 치환 알켄보다 일반적으로 선호된다. 예를 들어 에탄올에서 2-브로모-2-메틸뷰테인을 나트륨 에톡사이드로 처리하면 적당한 선택성으로 자이체프 생성물이 형성된다.
입체 상호작용으로 인해 칼륨 터트-뷰톡사이드, 트라이에틸아민, 2,6-루티딘 등의 부피가 큰 염기는 자이체프 생성물을 형성할 양성자를 손쉽게 떼어낼 수 없다. 이러한 경우 입체장애가 적은 양성자가 대신 제거된다. 따라서 부피가 큰 염기를 사용할 때 일반적으로 호프만 생성물이 선호된다. 2-브로모-2-메틸뷰테인을 칼륨 터트-뷰톡사이드로 처리할 때 호프만 생성물이 선호된다.

### 입체화학
몇몇 경우에는 출발 물질의 입체화학적 특성이 자이체프 생성물의 형성을 막을 수 있다. 예를 들어, 염화 멘틸을 나트륨 에톡사이드로 처리하면 호프만 생성물만  형성된다.
이 결과는 출발 물질의 입체화학 때문이다. E2 제거는 양성자와 이탈기가 C-C 결합의 반대쪽에 있지만 동일한 평면에 있는 안티-준평면 형태를 필요로 한다. 염화 멘틸을 의자 형태로 그리면 특이한 생성물 비율을 쉽게 설명할 수 있다.
자이체프 생성물의 형성에는 2번 위치에서 제거가 필요하지만, 양성자가 아닌 아이소프로필기가 염화 이탈기와 안티-준평면이므로 2번 위치에서 제거가 불가능하다. 호프만 생성물이 형성되기 위해서는 6번 위치에서 제거가 일어나야 한다. 이 위치의 양성자는 이탈기에 대해 적절한 방향에 있기 때문에 제거가 일어난다. 결과적으로 이 반응에서는 호프만 생성물만 형성된다.

## 같이 보기
- 호프만 제거

## 참고 문헌
- Wade, L. G. (2010). 《Organic Chemistry》 7판. Upper Saddle River, NJ: Pearson Education. ISBN 978-0321592316.